# Wodzin (gromada)
Wodzin – dawna gromada, czyli najmniejsza jednostka podziału terytorialnego Polskiej Rzeczypospolitej Ludowej w latach 1954–1972.
Gromady, z gromadzkimi radami narodowymi (GRN) jako organami władzy najniższego stopnia na wsi, funkcjonowały od reformy reorganizującej administrację wiejską przeprowadzonej jesienią 1954 do momentu ich zniesienia z dniem 1 stycznia 1973, tym samym wypierając organizację gminną w latach 1954–1972.
Gromadę Wodzin siedzibą GRN w Wodzinie (obecnie są to dwie wsie: Wodzin Majoracki i Wodzin Prywatny) utworzono – jako jedną z 8759 gromad na obszarze Polski – w powiecie łódzkim w woj. łódzkim, na mocy uchwały nr 34/54 WRN w Łodzi z dnia 4 października 1954. W skład jednostki weszły obszary dotychczasowych gromad Wodzinek, Wodzin Prywatny i Wodzin Majoracki oraz siedlisko Szczukwin-Posada z dotychczasowej gromady Szczukwin ze zniesionej gminy Kruszów w powiecie łódzkim, a także obszar dotychczasowej gromady Syski oraz wsie Mąkoszyn i Lutosławice Szlacheckie z dotychczasowej gromady Mąkoszyn ze zniesionej gminy Grabica w powiecie piotrkowskim. Dla gromady ustalono 12 członków gromadzkiej rady narodowej.
Gromadę zniesiono 1 stycznia 1959, a jej obszar włączono do gromady Kruszów w tymże powiecie.